# Ляляке-Махале
Ляляке-Махале (перс. للكه محله) — село в Ірані, у дегестані Чубар, у бахші Хавік, шагрестані Талеш остану Ґілян. За даними перепису 2006 року, його населення становило 2713 осіб, що проживали у складі 615 сімей.

## Клімат
Середня річна температура становить 14,03 °C, середня максимальна – 27,04 °C, а середня мінімальна – 0,27 °C. Середня річна кількість опадів – 865 мм.
| Клімат поселення                              | Клімат поселення | Клімат поселення | Клімат поселення | Клімат поселення | Клімат поселення | Клімат поселення | Клімат поселення | Клімат поселення | Клімат поселення | Клімат поселення | Клімат поселення | Клімат поселення | Клімат поселення |
| Показник                                      | Січ.             | Лют.             | Бер.             | Квіт.            | Трав.            | Черв.            | Лип.             | Серп.            | Вер.             | Жовт.            | Лист.            | Груд.            |                  |
| Середній максимум, °C                         | 10,32            | 10,40            | 12,50            | 17,44            | 21,50            | 25,08            | 27,04            | 26,69            | 22,84            | 19,90            | 15,35            | 11,30            |                  |
| Середня температура, °C                       | 5,29             | 5,38             | 7,46             | 12,41            | 16,49            | 20,05            | 23,41            | 23,05            | 19,21            | 16,28            | 11,69            | 7,69             |                  |
| Середній мінімум, °C                          | 0,27             | 0,34             | 2,42             | 7,38             | 11,45            | 15,02            | 19,77            | 19,41            | 15,57            | 12,62            | 8,07             | 4,03             |                  |
| Норма опадів, мм                              | 76               | 72               | 72               | 54               | 42               | 27               | 13               | 39               | 105              | 154              | 114              | 97               |                  |
| Середньомісячна швидкість вітру, м/с          | 2.40             | 2.50             | 2.50             | 2.40             | 2.40             | 2.65             | 2.70             | 2.48             | 2.25             | 2.10             | 2.00             | 2.12             |                  |
| Середньомісячна сонячна радіація, кДж/м²·день | 6746             | 9069             | 11249            | 15702            | 20049            | 22889            | 23672            | 20160            | 16149            | 11007            | 8276             | 6329             |                  |
| --------------------------------------------- | ---------------- | ---------------- | ---------------- | ---------------- | ---------------- | ---------------- | ---------------- | ---------------- | ---------------- | ---------------- | ---------------- | ---------------- | ---------------- |
| Джерело:                                      |                  |                  |                  |                  |                  |                  |                  |                  |                  |                  |                  |                  |                  |